# Jürgen Pommerenke
Jürgen Pommerenke, född den 22 januari 1953 i Wegeleben, Tyskland, är en östtysk fotbollsspelare som tog OS-brons i fotbollsturneringen vid de olympiska sommarspelen 1972 i München.